# چزاره بندیتی (بازیکن فوتبال، زاده اکتبر ۱۹۲۰)
چزاره بندیتی (انگلیسی: Cesare Benedetti; ۲۴ اکتبر ۱۹۲۰ – ۹ ژوئیهٔ ۲۰۰۲) بازیکن فوتبال اهل ایتالیا بود.
از باشگاه‌هایی که در آن بازی کرده‌است می‌توان به باشگاه فوتبال سالرنیتانا، باشگاه فوتبال آ.اس. رم، و باشگاه فوتبال بولونیا اشاره کرد.